# 統合軍 (アメリカ軍)
統合軍（とうごうぐん、英語: Unified Combatant Command: CCMD 旧略章 UCC）とは2つ以上の軍種を地域または機能別に統合して指揮するためのアメリカ軍の部隊単位である。

## 概要
現代の軍隊においては、各軍種が高度・専門化してきている。それと同時に、作戦行動の際には軍種によって指揮系統が分かれることは、作戦の阻害要因にもなり、軍種を超えた統合司令部を設置することが望ましいこととなっている。
アメリカ軍はこの考えに則り、2つ以上の軍種を地域別(geographic region)・機能別(functional area)に統合した統合軍を編成・設置している。編成の指示は、統合参謀本部議長の助言を得て、大統領が国防長官を通じて行う。2024年時点では7つの地域別統合軍および4つの機能別統合軍がある。なお、2024年時点で編成事例はないが、これら統合軍と同格であり、1軍種で構成された部隊は、特定軍(Specified Combatant Command)と呼称される。
作戦指揮については、大統領から国防長官を通じて、各統合軍司令官へと指示される。統合参謀本部議長は、指揮命令の伝達や実行に際しての調整、統合軍の行動の監督等を行う。

## 歴史
第二次世界大戦中のアメリカ軍は、ヨーロッパ戦域では統合司令部を設置し全体指揮を行っていたが、太平洋戦域では陸軍系と海軍系の2つの指揮系統に分かれていた（空軍が発足したのは朝鮮戦争直前の1947年）。
第二次世界大戦終結後に、ヨーロッパ戦域のような統合司令部を平時にも常設することを検討し、1946年12月に現在まで繋がる統合軍編成が承認されることとなった。最初の統合軍は以下のような地域別統合軍であった。
- アラスカ軍（Alaskan Command） - アラスカ・アリューシャン担当。
- 大西洋艦隊（Atlantic Fleet） - 大西洋担当。
- カリブ軍（Caribbean Command） - パナマを含むカリブ海方面担当。
- 欧州軍（European Command） - 欧州担当。
- 極東軍（Far East Command） - 日本、沖縄、小笠原諸島、マリアナ諸島、韓国、フィリピン担当。占領警備任務含む。
- 北東軍（Northeast Command） - 北アメリカ大陸北東岸担当、グリーンランド含む。
- 太平洋軍（Pacific Command） - アメリカ太平洋岸担当。中国大陸含む。

極東軍と太平洋軍が分かれているのは、日本占領任務に関する陸軍の主張が通ったことによる。各統合軍司令部は、統合参謀本部（JCS）の指揮で作戦を行なうが、統合軍に割り当てられない部隊は、各軍種の長（陸軍参謀総長・海軍作戦部長・空軍/陸軍航空軍参謀総長）の指揮下にあり、戦略航空軍団（SAC）も統合軍に割り当てられなかった。1947年の国防法はJCSに法的な基盤を与え、戦略地域における統合指揮を行なうとされた。また、同年中に北東軍を除く各統合軍も実働し、大西洋艦隊は大西洋軍（Atlantic Command）に改称した。北東軍の実働については、カナダとの調整があり、1950年のこととなった。なお北東軍は、実働から6年後の1956年には、大陸防空司令部（CONAD）の拡充に伴い、これに吸収・統合される形で廃止されている。
1961年3月には戦略機動兵力として、陸軍・空軍からなる打撃軍（United States Strike Command, STRICOM）の編成が下令され、1962年に実働を開始した。また、1963年にはカリブ軍が南方軍（United States Southern Command, SOUTHCOM）に改編されている。1972年には打撃軍が即応軍に改編され、さらに1983年に中央軍となった。このほか、1975年にアラスカ軍が廃止され、1985年には宇宙防衛を担当する宇宙軍が編成されている。
統合軍に最も大きな変化があったのは1986年のゴールドウォーター＝ニコルズ法制定である。それまで、統合軍の編成はなされていたものの、JCS権限の不足や各軍種の長の指揮・責任範囲、各軍種の対立などの問題により、統合作戦に支障が生じる場合があった。ゴールドウォーター＝ニコルズ法により、作戦指揮系統が整理され、JCSや各軍種の長は作戦指揮系統より外され、JCSの補佐の下、大統領から国防長官を通じ、各統合軍司令官へ直接指揮を下す方式となった。
この後も、アメリカ軍は統合軍編制を随時見直しており、1987年には特殊作戦軍と輸送軍が新たに編成された。1992年には戦略軍が編成、核攻撃作戦系統も整理された。
1999年には冷戦後の状況を踏まえ、大西洋軍を改編し、統合戦力軍が設置された。同時多発テロ事件後の2002年にはアメリカ合衆国本土防衛のため、北方軍が置かれている。その後、アフリカ軍が2008年より実働を開始している。このように近年は新たな統合軍の新設や改編が続いていたが、2011年には国防費削減策の一環として統合戦力軍が設置から10年あまりで廃止されている。また、2011年4月の地域割り当ての改正では、特に北極エリアの割り当てが見直されている。北極点及びその周辺は、各統合軍の境界であったものが、北方軍の担当エリアとされた。
2019年8月20日、ジョセフ・ダンフォード統合参謀本部議長は、宇宙軍を再度発足（1985年に一度発足し2002年に戦略軍に統合された）させると表明し、2019年8月29日実際に再発足した。同年12月には陸軍などと並ぶ軍種としての宇宙軍も編成されており、これとの区別のためか再発足時の日本のマスコミ報道では「宇宙統合軍」の表記も多かったが、現在は宇宙コマンドを公式で採用している。
2021年9月には、イスラエルの管轄が欧州軍から中央軍に移行している。

## 統合軍の一覧
| 紋章             | 統合軍 (略称)                        | 設立             | 司令部                                           | 司令官           | 司令官                                            | 司令官 |
| 紋章             | 統合軍 (略称)                        | 設立             | 司令部                                           | 公式写真         | 氏名                                              |        |
| 管轄地域別統合軍 | 管轄地域別統合軍                     | 管轄地域別統合軍 | 管轄地域別統合軍                                 | 管轄地域別統合軍 | 管轄地域別統合軍                                  |        |
| ---------------- | ------------------------------------ | ---------------- | ------------------------------------------------ | ---------------- | ------------------------------------------------- | ------ |
|                  | アメリカアフリカ軍 (USAFRICOM)       | 2008年10月       | ケリー・バラックス （ドイツシュトゥットガルト）‡ |                  | スティーブン・J・タウンゼント大将 アメリカ陸軍    |        |
|                  | アメリカ中央軍 (USCENTCOM)           | 1983年1月        | マクディル空軍基地 （フロリダ州タンパ）‡         |                  | マイケル・E・クリーヤ大将 アメリカ陸軍            |        |
|                  | アメリカ欧州軍 (USEUCOM)             | 1952年8月        | パッチ・バラックス （ドイツシュトゥットガルト）  |                  | トッド・D・ウォルターズ大将 アメリカ空軍          |        |
|                  | アメリカインド太平洋軍 (USINDOPACOM) | 1947年1月        | キャンプ・H・M・スミス （ハワイ州）              |                  | ジョン・C・アキリーノ大将 アメリカ海軍            |        |
|                  | アメリカ北方軍 (USNORTHCOM)          | 2002年10月       | ピーターソン宇宙軍基地 （コロラド州）            |                  | グレン・D・ヴァンハーク大将 アメリカ空軍          |        |
|                  | アメリカ南方軍 (USSOUTHCOM)          | 1963年6月        | ドラル （フロリダ州）‡                           |                  | ローラ・J・リチャードソン大将 アメリカ陸軍        |        |
|                  | アメリカ宇宙コマンド (USSPACECOM)    | 2019年8月        | ピーターソン宇宙軍基地 （コロラド州）‡（暫定）   |                  | ジェームズ・H・ディキンソン大将 アメリカ陸軍      |        |
| 機能別統合軍     |                                      |                  |                                                  |                  |                                                   |        |
|                  | アメリカサイバー軍 (USCYBERCOM)      | 2018年5月        | フォート・ジョージ・G・ミード （メリーランド州） |                  | ポール・M・ナカソネ大将 アメリカ陸軍              |        |
|                  | アメリカ特殊作戦軍 (USSOCOM)         | 1987年4月        | マクディル空軍基地 （フロリダ州タンパ）          |                  | リチャード・D・クラーク大将 アメリカ陸軍          |        |
|                  | アメリカ戦略軍 (USSTRATCOM)          | 1992年6月        | オファット空軍基地 （ネブラスカ州）              |                  | チャールズ・A・リチャード大将 アメリカ海軍        |        |
|                  | アメリカ輸送軍 (USTRANSCOM)          | 1987年7月        | スコット空軍基地 （イリノイ州）                  |                  | ジャクリーン・ヴァン・オヴォスト大将 アメリカ空軍 |        |

統合軍の地域管轄地図

‡ 現在4個の地域別統合軍が、その管轄区域外に司令部を置いている。

## 副統合軍
大統領または国防長官の許可があった場合に、統合軍司令官によって、統合軍隷下に副統合軍（sub-unified command、subordinate unified commandとも）が置かれる場合がある。副統合軍は、その上位にある統合軍の地域的あるいは機能的な任務の一部を担当することになる。副統合軍司令官にはその担当する任務において、副統合軍に対して統合軍司令官と同等の権限を行使することが認められている。
副統合軍の例
- アラスカ軍（ALCOM）- 北方軍（USNORTHCOM)隷下においてアラスカ防衛を担当
- 在日米軍（USFJ）- インド太平洋軍（USINDOPACOM)隷下において日本に駐留
- 在韓米軍（USFK）- インド太平洋軍（USINDOPACOM)隷下において韓国に駐留
- 在アフガニスタン米軍（USFOR-A）- 中央軍（USCENTCOM)隷下においてアフガニスタンに駐留